# Frea interruptelineata
Frea interruptelineata là một loài bọ cánh cứng trong họ Cerambycidae.